# Gârbovița, Alba

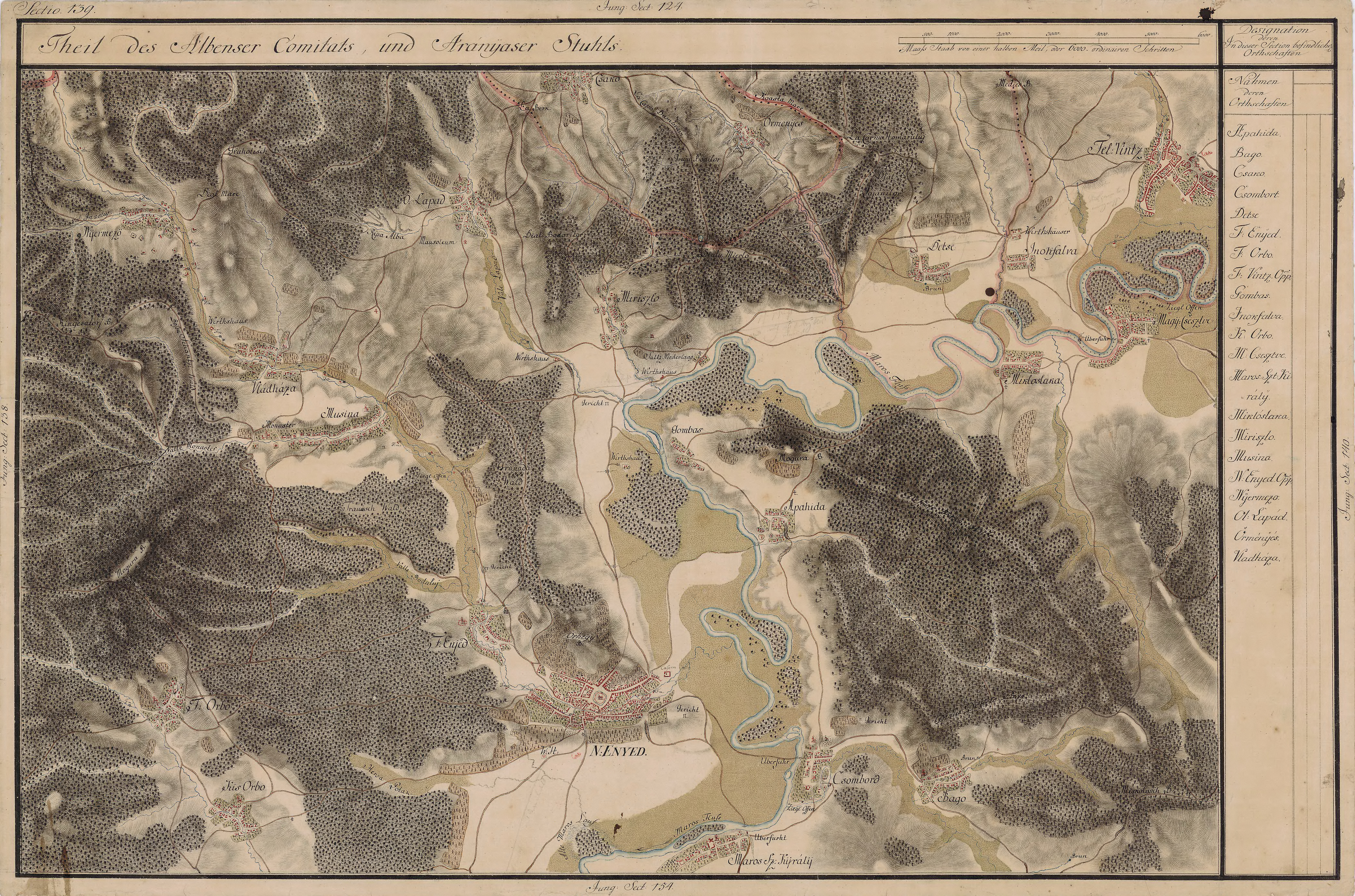
Gârboviţa (Kis Orbó) pe Harta Iosefină a Transilvaniei, 1769-1773 (Sectio 139)

Gârbovița, cunoscută și ca Gârbova de Mijloc, (în maghiară Középorbó, în germană Kleinurbau), este un sat ce aparține municipiului Aiud din județul Alba, Transilvania, România.

## Istoric
Pe Harta Iosefină a Transilvaniei din 1769-1773 (Sectio 139) localitatea apare sub numele de „Kis Orbó”.

## Lăcașuri de cult
- Biserica Greco-Catolică „Nașterea Fecioarei Maria”, monument din secolul al XIV-lea (cu adăugiri din secolul al XVII-lea)[2]

## Imagini

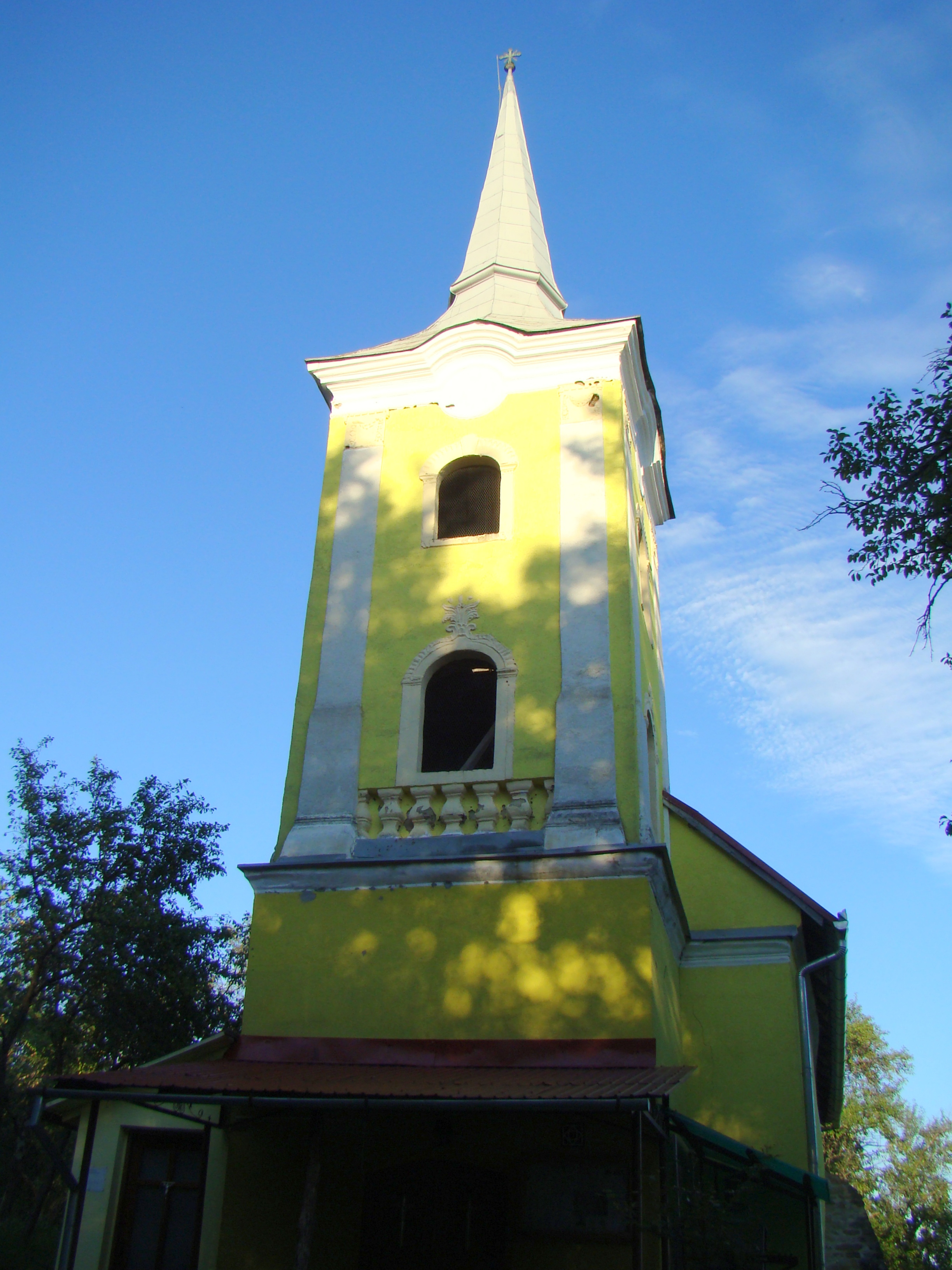
Biserica „Nașterea Maicii Domnului” (monument istoric)

 Acest articol despre o localitate din județul Alba este deocamdată un ciot. Puteți ajuta Wikipedia prin completarea lui.